# 甲南町下馬杉
甲南町下馬杉（こうなんちょうしもますぎ）は、滋賀県甲賀市にある地名。

## 地理
甲賀市甲南町の東南部に位置し、東は甲南町上馬杉、南は三重県伊賀市玉瀧・三重県伊賀市西湯舟、西は甲南町野川、北は甲賀町滝に接する。甲南丘陵を杣川支流の浅野川等が樹枝状に開析し、集落や耕地が立地する。東西に滋賀県道134号上馬杉野尻線が貫通する。

## 歴史
江戸時代の地誌「近江輿地志略」に「馬杉」の地名は聖徳太子が馬を杉の木につないだことによると記される。中世は馬杉荘に属したと考えられる。同荘は平安時代末に京都の広隆寺領「馬椙荘」として「東寺百合文書」にみえる。その後、鎌倉時代から室町時代まで同寺の寺領であった。土豪として馬杉氏が台頭し、複数の中世城館跡が残る。1585年の甲賀ゆれと水口岡山城築城によりその支配下に入ったと考えられる。1600年から幕府領となり、1698年旗本内藤氏領となり明治維新に至る。

## 世帯数と人口
2019年（令和元年）9月30日現在の世帯数と人口は以下の通りである。
| 町丁         | 世帯数 | 人口  |
| ------------ | ------ | ----- |
| 甲南町下馬杉 | 43世帯 | 114人 |

## 学区
市立小・中学校に通う場合、学区は以下の通りとなる。
| 番・番地等 | 小学校                 | 中学校             |
| ---------- | ---------------------- | ------------------ |
| 全域       | 甲賀市立甲南第三小学校 | 甲賀市立甲南中学校 |

## 交通
- 滋賀県道134号上馬杉野尻線

## 施設
- 福龍寺
- 谷出城跡
- 島神社

## その他

### 日本郵便
- 郵便番号 : 520-3304[3]（集配局：甲南郵便局[7]）